# Dolf van der Nagel
Rudolf „Dolf” Cornelis van der Nagel (ur. 28 maja 1889 w Buitenzorg, zm. 10 października 1949) – piłkarzholenderski grający na pozycji pomocnika. W swojej karierze rozegrał 1 mecz w reprezentacji Holandii.

## Kariera klubowa
W swojej karierze piłkarskiej van der Nagel grał w klubie Velocitas Breda.

## Kariera reprezentacyjna
W reprezentacji Holandii van der Nagel zadebiutował 17 maja 1914 roku w przegranym 3:4 towarzyskim meczu z Danią, rozegranym w Kopenhadze. Był to jego jedyny mecz w kadrze narodowej. Wcześniej, w 1912 roku, zdobył brązowy medal na Igrzyskach Olimpijskich w Sztokholmie.